# Socialización de la economía
El término socialización de la economía (Socializzazione dell'economia), conocido también como socialización fascista, es un lema creado y utilizado por el fascismo italiano para designar una doctrina económica que, en las intenciones de sus proponentes, hubiera sido la "tercera posición" frente a los dos grandes sistemas económicos del siglo XX, el capitalismo y el comunismo, en lo que respecta a la economía y sus consecuencias político-sociales. Se decretó su implementación oficial en la República Social Italiana por medio del Decreto Ley de Socialización elaborado tras el Manifiesto de Verona del Partido Fascista Republicano en noviembre de 1943.
Esta propuesta estuvo inspirada en el socialismo utópico, la democratización interna del lugar de trabajo y en las teorías fascistas mistificadoras del trabajo físico (el "populismo obrerista"), de corte corporativista. Es la versión análoga del fascismo italiano a la socialización de los medios de producción del socialismo y a la autogestión obrera del anarcosindicalismo, con sus propias particularidades. La socialización, aunque haya sido una teoría revolucionaria del trabajo y de la economía, a diferencia de la colectivización comunista, no previó la aplicación de su esquema a través de una revolución violenta sino a través de leyes que gradualmente prohíban el trabajo asalariado. La jerarquía y la división de las ganancias de las empresas serían decididas por todos los participantes electorales de la empresa, en el estilo del corporativismo, es decir, trabajadores, Estado y empresariado.
La base de la socialización es la presencia total de los empleados en la gestión de la producción y de la empresa, junto al Estado y al empresariado. Esta es una gran diferencia con el capitalismo, donde la producción de una entidad es propiedad de una persona o de una sociedad de personas que aportan el capital de la empresa, mientras que la producción se ha encomendado solo a los trabajadores. Y, a diferencia del socialismo del marxismo-leninismo, donde la propiedad privada se sustituye por la propiedad común o estatal y esta es administrada por administradores seleccionados por el poder político, en la "socialización" la propiedad y la administración se unen en un conjunto diferenciado de personas. Al igual que en el capitalismo, la teoría socializadora establece el derecho a la propiedad privada, la libertad de iniciativa económica, el respeto de la "ley de la oferta y la demanda" y la libre competencia, siempre dentro de unos márgenes estrictos "en beneficio del interés general de la comunidad", si bien el Estado se reserva el derecho de intervención en la economía cuando lo considere oportuno.
La socialización se considera típica de la doctrina económica del fascismo (propiamente italiano) mientras que la economía de la primera etapa del fascismo se basaba únicamente en la doctrina corporativista, cuyos contenidos se recogen en la Carta de Trabajo relacionada con los sindicatos verticales, y que no impedía totalmente el desarrollo de un esquema capitalista de producción en los primeros años de la Italia fascista.

## Problemas en la aplicación de la socialización
Esta teoría económica implicaba una transformación radical del discurso fascista, que durante el período 1922-1943 había permitido que el capitalismo subsistiera sin problemas dentro de la economía italiana, permitiendo con ello la iniciativa privada aunque con un fuerte control estatal y la inversión pública como motor económico (incluyendo una política intervencionista, y proteccionista; entre 1922-1929 se permitió la libre competencia{Alberto De Stefani y Giuseppe Volpi}, se privatizaron empresas, y se hizo todo lo contrario a intervenir y usar el proteccionismo. Las nacionalizaciones fueron inexistentes). 
En el Congreso de Verona de noviembre de 1943, los líderes de la República Social Italiana relanzaron el programa de la "socialización de la economía" en plena Segunda Guerra Mundial, en un intento de recuperar el apoyo de las masas italianas cuando el curso de la contienda era ya desfavorable al fascismo y al nazismo. Este plan de "socialización" tuvo una aplicación casi nula debido a las realidades del momento en Italia: la autoridad real de Mussolini era muy escasa y el verdadero poder político de la República Social Italiana eran las autoridades militares de la Wehrmacht alemana, cuyas tropas ocupaban todo el territorio de la RSI. 
La socialización fascista nunca pudo llevarse a la realidad, pues la República Social Italiana era un régimen totalmente dependiente del Tercer Reich y las autoridades nazis impusieron que la economía del norte de Italia se concentrase solo en la producción industrial y agrícola en beneficio del esfuerzo bélico alemán, rechazando cualquier proyecto económico que dificultase esta meta o significara un obstáculo a los objetivos alemanes. De hecho, las ambiciosas leyes sociales de inspiración izquierdista dictadas por Mussolini en el marco de la "socialización" nunca fueron acatadas por las autoridades militares de la Wehrmacht, que las juzgaban incompatibles con sus fines de explotación económica de Italia y con la represión contra la Resistencia italiana. El propio Duce tampoco tenía poder para imponer tales normas a sus aliados, de quienes dependía. Incluso las propuestas fascistas de colocar en el gobierno "cargos de elección popular" y "garantizar la libertad del individuo" siempre que se mantuvieran dentro de la "socialización" eran simplemente impracticables en el contexto de la ocupación nazi.
La socialización preconizada por Mussolini era inaceptable para los alemanes también porque  implicaba distraer tiempo y recursos para un experimento económico en un momento difícil de la Segunda Guerra Mundial, cuando el Tercer Reich ya luchaba en evidente desventaja contra sus enemigos. La impotencia de Mussolini para ejecutar seriamente la "socialización" y la dependencia del régimen respecto al aparato militar y policial nazi causaron un amplísimo escepticismo entre las masas italianas respecto a esta nueva política.
La aplicación de la "socialización" estaba prevista, irónicamente, para el 25 de abril de 1945, el día cuando los aliados y los partisanos lanzaron su ofensiva final en el norte de Italia. El primer acto político del CLNAI después de la derrota del fascismo en el norte de Italia es la eliminación del Decreto Ley de Socialización (25 de abril de 1945).